# 細川和彦のゴルフのPRIDE
細川和彦のアーククエストゴルフのPRIDE(ほそかわかずひこ-プライド)は、サンテレビジョンで年度上半期は毎週土曜日21:30-22:00、下半期は金曜日21:00-21:30に放送されていたゴルフ番組である。（2006年3月終了）
この番組は細川和彦選手が、関西の名門メンバーズゴルフコースを舞台に、関西を代表するコースメンバーのアマチュア選手を毎月2名対戦相手に迎えて、毎月9ホールズのマッチプレー形式で対戦する。また、番組の協賛スポンサーであるアーククエストの磁気健康グッズ「コラントッテ」の関連情報、兵庫県各地でゴルフショップを展開する「ギアサージ」の店舗でゴルフ用品を番組特別料金で提供する「値切り侍」のコーナーもある。